# Parti de la justice et de la construction
Le Parti de la justice et de la construction (PJC) est un parti politique libyen islamiste,,.
Il est arrivé deuxième à l'élection du Congrès général national de juillet 2012 avec 22 % des voix.